# Martina Veličková
Martina Rašková Veličková (* 17. února 1989, Prešov) je slovenská reprezentantka v ledním hokeji, hrající na postu útočníka, účastnice Zimních olympijských her 2010 ve Vancouveru. V sezóně 2012/13 se stala hráčkou HC OSY Spišská Nová Ves.
V roce 2011 byla členkou slovenského vysokoškolského výběru, který na hokejovém turnaji her XXV. Světové zimní univerziády získal bronzové medaile.
V sezóně 2010/11 se stala hráčkou prvního ženského běloruského klubu Pantera Logojsk. Byla členkou kádru, který trenér Miroslav Karafiát nominoval na mistrovství světa 2011 ve Švýcarsku.

## Klubová kariéra
S hokejem začínala v rodném Prešově. Byla žačkou sportovní třídy na základní škole a ve čtvrtém ročníku jako devítiletá přestoupila do speciální chlapecké hokejové třídy. Během své kariéry vystřídala několik domácích i zahraničních klubů:
- ZHK Šarišanka Prešov
- HC OSY Spišská Nová Ves
- Caronport Cougars (Kanada)
- HC Slovan Bratislava
- HC Slavia Praha (Česko)
- OSC Berlin (Německo) – 3. místo v Evropském poháru mistrů v sezóně 2009/10
- HK Pantera Logojsk Minsk (Bělorusko)
- MHK Martin
- SC Reinach Damen (Švýcarsko)

Před sezónou 2010/11 se spolu s další slovenskou olympioničkou Petrou Pravlíkovou stala hráčkou prvního ženského běloruského klubu Pantera z městečka Logojsk, trenérem kterého byl do skončení sezóny 2012/13 Vasilij Pankov, v letech 1997–2000 hráč HC Slovan Bratislava.

### Působení v Bělorusku
Bilance Martiny Veličkové ve společné lotyšsko-estonsko-běloruské lize v sezóně 2010/11 je následující:
| P.č.   | Datum      | Domáci       | Hosté        | Výsledek | Třetiny         | Góly | Asistence | Body |
| ------ | ---------- | ------------ | ------------ | -------- | --------------- | ---- | --------- | ---- |
| 1.     | 6.11.2010  | Viru Sputnik | Pantera      | 1:12     | (0:6, 0:2, 1:4) | 2    | 1         | 3    |
| 2.     | 7.11.2010  | Viru Sputnik | Pantera      | 0:11     | (0:1, 0:4, 0:6) | 0    | 0         | 0    |
| 3.     | 11.12.2010 | Sāga         | Pantera      | 0:11     | (0:5, 0:5, 0:1) | 2    | 1         | 3    |
| 4.     | 12.12.2010 | Sāga         | Pantera      | 0:16     | (0:7, 0:6, 0:3) | 1    | 3         | 4    |
| 5.     | 8.1.2011   | Pantera      | Zemgale      | 8:0      | (1:0, 7:0, 0:0) | 2    | 1         | 3    |
| 6.     | 9.1.2011   | Pantera      | Zemgale      | 3:1      | (1:0, 3:1, 0:0) | 0    | 1         | 1    |
| 7.     | 15.1.2011  | Zemgale      | Pantera      | 2:6      | (2:5, 0:1, 0:0) | 1    | 2         | 3    |
| 8.     | 16.1.2011  | Zemgale      | Pantera      | 1:7      | (1:2, 0:2, 0:3) | 0    | 2         | 2    |
| 9.     | 12.2.2011  | Pantera      | Sāga         | 10:1     | (4:0, 3:0, 3:1) | 2    | 1         | 3    |
| 10.    | 13.2.2011  | Pantera      | Sāga         | 16:2     | (5:1, 3:0, 8:1) | 0    | 1         | 1    |
| 11.    | 19.2.2011  | Laima        | Pantera      | 1:6      | (1:1, 0:3, 0:2) | 1    | 2         | 3    |
| 12.    | 20.2.2011  | Laima        | Pantera      | 0:3      | (0:2, 0:1, 0:0) | 0    | 0         | 0    |
| 13.    | 12.3.2011  | Pantera      | Viru Sputnik | 9:1      |                 |      |           |      |
| 14.    | 13.3.2011  | Pantera      | Viru Sputnik | 12:1     |                 |      |           |      |
| 15.    | 19.3.2011  | Pantera      | Laima        | 9:2      |                 |      |           |      |
| 16.    | 20.3.2011  | Pantera      | Laima        | 2:0      |                 |      |           |      |
| Celkem | xxx        | xxx          | xxx          | xxx      | xxx             | 11   | 15        | 26   |

Hraje se 3 x 15 minut čistého času, v případě remízy následují samostatné nájezdy.
Konečná tabulka
| 1. Pantera      | 16 | 16 | 0 | 0 | 0  | 142:13 | 48 |
| 2. Laima        | 16 | 9  | 1 | 0 | 6  | 63:31  | 29 |
| 3. Zemgale      | 16 | 8  | 0 | 1 | 7  | 38:38  | 25 |
| 4. Sāga         | 16 | 3  | 2 | 0 | 11 | 25:81  | 13 |
| 5. Viru Sputnik | 16 | 1  | 0 | 2 | 13 | 11:116 | 5  |

## Reprezentace
Do ženské reprezentace se dostala už ve svých třinácti letech. V roce 2003 jako čtrnáctiletá poprvé reprezentovala Slovensko na MS II. divize v italském městě Lecco. Od té doby je pravidelnou účastnicí mistrovství světa. Na svém kontě má zatím[kdy?] šest účasti, z toho čtyřikrát ve II. divizi a dvakrát v I. divizi.
Byla při všech největších úspěších slovenské ženské reprezentace:
- 2007 – 1. místo ve II. divizi MS a postup do I. divize
- 2008 – 2. místo v I. divizi MS
- 2008 – postup na Zimní olympijské hry 2010
- 2009 – 1. místo v I. divizi a postup do elitní kategorie MS

Vrcholem její sportovní kariéry byla účast na ZOH 2010 ve Vancouveru.

### Zimní olympijské hry 2010
Na Zimních olympijských hrách 2010 ve Vancouveru dosáhla v jednotlivých zápasech této bilance:
| Datum    | Stát      | Výsledek | Fáze turnaje     | G | A | B | TM | S  | +/− | M      | R     |
| -------- | --------- | -------- | ---------------- | - | - | - | -- | -- | --- | ------ | ----- |
| 13. únor | Kanada    | 0–18     | Základní skupina | 0 | 0 | 0 | 0  | 3  | −5  | 23:51  |       |
| 15. únor | Švédsko   | 2–6      | Základní skupina | 0 | 0 | 0 | 2  | 2  | 0   | 14:34  |       |
| 17. únor | Švýcarsko | 2–5      | Základní skupina | 0 | 0 | 0 | 0  | 2  | −2  | 19:38  |       |
| 20. únor | Rusko     | 2–4      | O umístění       | 0 | 2 | 2 | 0  | 2  | 0   | 19:51  |       |
| 22. únor | Čína      | 1–3      | O umístění       | 0 | 1 | 1 | 0  | 3  | −1  | 22:35  | [ 7 ] |
| Celkem   | Celkem    | Celkem   | Celkem           | 0 | 3 | 3 | 2  | 12 | −8  | 100:29 |       |